# Duina
El Duina o Dviná (en letón: Daugava; en ruso: Зáпадная Двинá, Západnaya Dviná (español: Duina Occidental); en bielorruso: Заходняя Дзвіна / Zajódniaya Dzviná) es un río del noroeste de Europa. El Duina nace cerca del nacimiento del Volga en la meseta de Valdái, en el noroeste de Rusia. Tiene una longitud de 1020 km (633,8 mi), de los cuales 352 km (218,7 mi) se encuentran en Letonia y 325 km (201,9 mi) en Rusia fluye hacia el oeste, trazando una gran curva hacia el sur a su paso por el norte de Bielorrusia. Desemboca en el golfo de Riga, apenas 15 de kilómetros después de atravesar el centro urbano de la ciudad de Riga, capital de Letonia. Riga se encuentra construida en ambas orillas del río y es un importante puerto.
La capital de Letonia, Riga, salva cuatro veces el estuario del río. Construida en ambas orillas, el centro de la ciudad se encuentra a 15 kilómetros (9,3 mi) de la desembocadura del río y es un importante puerto.

## Etimología

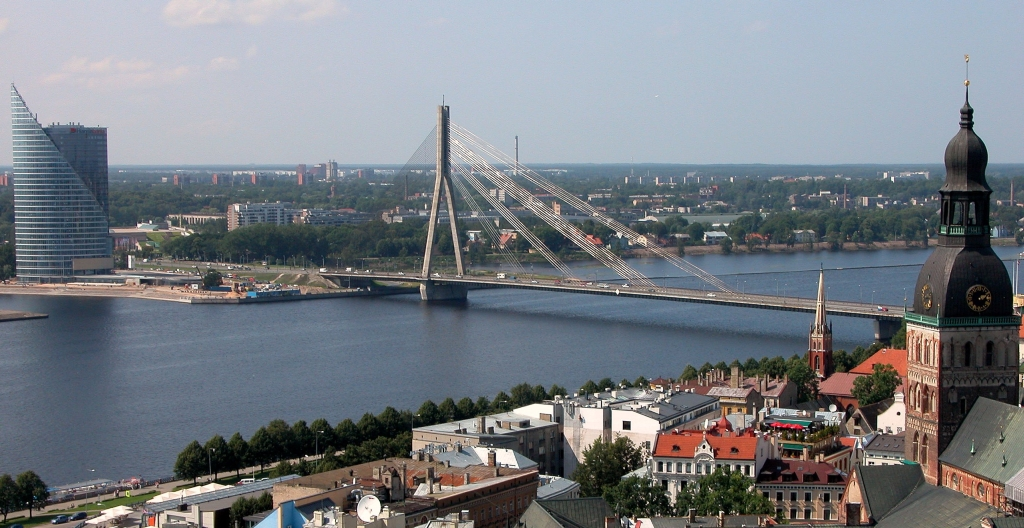
El Daugava atraviesa Riga en Letonia

Según el Diccionario etimológico de Max Vasmer, el topónimo Dvina no puede provenir de una lengua urálica, sino que posiblemente proceda de una palabra indoeuropea que significaba río o arroyo. El nombre Dvina se parece mucho al Danubio que a su vez derivó del proto-indoeuropeo dānu que significa «gran río».
Los nombres finougrios Vēna (Livonio), Väinajogi (Estonio), y Väinäjoki (finlandés) proceden todos del protofínico väin, que significa «un río grande y apaciblemente ondulado».

## Geografía
El río Duina nace en la meseta de Valdái, en la región rusa de Andreápol, en el óblast de Tver. Discurre en su primer tramo en dirección sur y, tras atravesar el óblast de Tver, sigue luego por el borde noroccidental del óblast de Smolensk. Allí cambia de dirección hacia el oeste y entra también en la parte norte del territorio de Bielorrusia, donde baña las ciudades de Vítebsk y Pólatsk. Se adentra en Letonia en dirección preferentemente noroeste y, tras cruzar las ciudades de Daugavpils y Riga, desagua en el golfo de Riga, en el mar Báltico. 
Está conectado por un canal al río Bereziná y desde ahí con el río Dniéper.
En condiciones atmosféricas normales, el Duina, que tiene una longitud de 1.020 km, tiene una profundidad máxima de unos 12 m; sin embargo, con las crecidas que tienen lugar durante la primavera, llega a alcanzar una profundidad de hasta 17 metros. Debido a los rápidos y a la poca profundidad de su lecho, se usa principalmente para el transporte de troncos. Además se han construido estaciones hidroeléctricas al este de Riga. El Daugava permanece helado desde diciembre hasta abril.

### Ciudades que atraviesa
Las principales ciudades por las que pasa el río son:
- en Rusia: Andreápol (9317 hab.), Západnaya Dviná (10 212 hab.) y Vélizh (8343 hab.);
- en Bielorrusia: Vítebsk (342 381 hab. en 2004), Pólatsk (81 700 hab. en 2007) y Navapólatsk;
- en Letonia: Krāslava, Daugavpils (109 421 hab.), Līvāni, Jēkabpils (26 010 hab.), Aizkraukle (10 361 hab.), Ogre (26 573 hab.), Salaspils y Rīga (735 241 hab. en 2004). (todos los habitantes en 2002 salvo que se indique otra cosa).

### Afluentes
Los principales afluentes del Duina son: 
- por la izquierda:

- río Velesa (Велеса), con una longitud de 114 km, un caudal de 13,4 m³/s y una cuenca de 1.420 km²;
- río Mezhá (Межа), con una longitud de 259 km, un caudal de 61 m³/s y una cuenca de 9.080 km²;
- río Kasplia (Каспля), con una longitud de 224 km y una cuenca de 5.410 km²;
- río Ushacha (Ушача);
- río Dysná (Дисна), con una longitud de 178 km y una cuenca de 8.180 km²;
- río Laucesa, con una longitud de 30 km;
- río Ilūkste;
- río Ķekaviņa;

- por la derecha:

- río Toropa (Торопа), con una longitud de 174 km, un caudal de 14 m³/s y una cuenca de 1950 km²;
- río Óbol (Оболь), con una longitud de 148 km y una cuenca de 2.690 km²;
- río Drissa (Дрисса), con una longitud de 183 km, un caudal de 40 m³/s y una cuenca de 6.420 km²;
- río Dubna;
- río Aiviekste;
- río Pērse;
- río Ogre, con una longitud de 222 km, un caudal de 17,9 m³/s y una cuenca de 1.730 km²;

## Historia

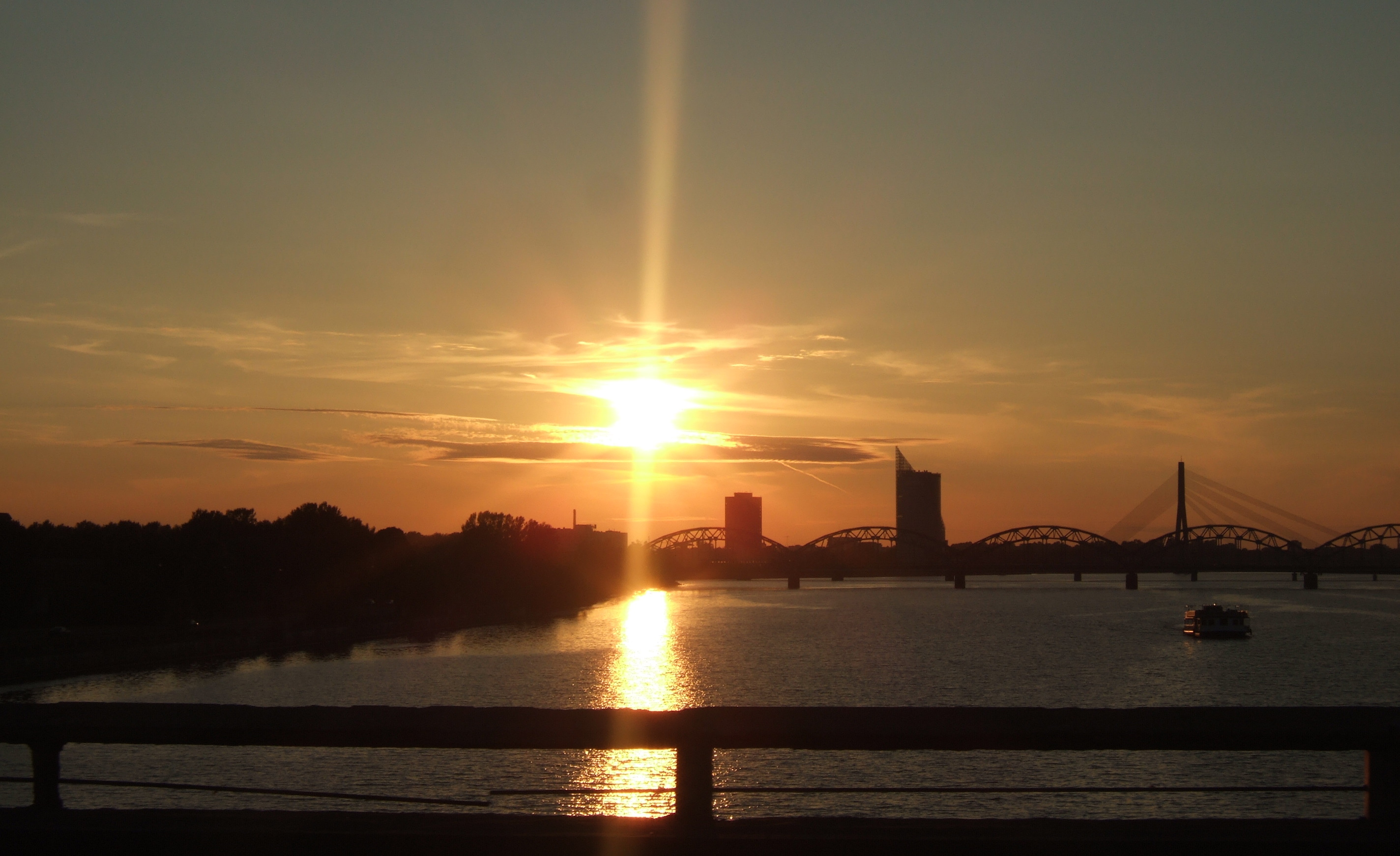
Puesta de sol del Daugava en Riga.

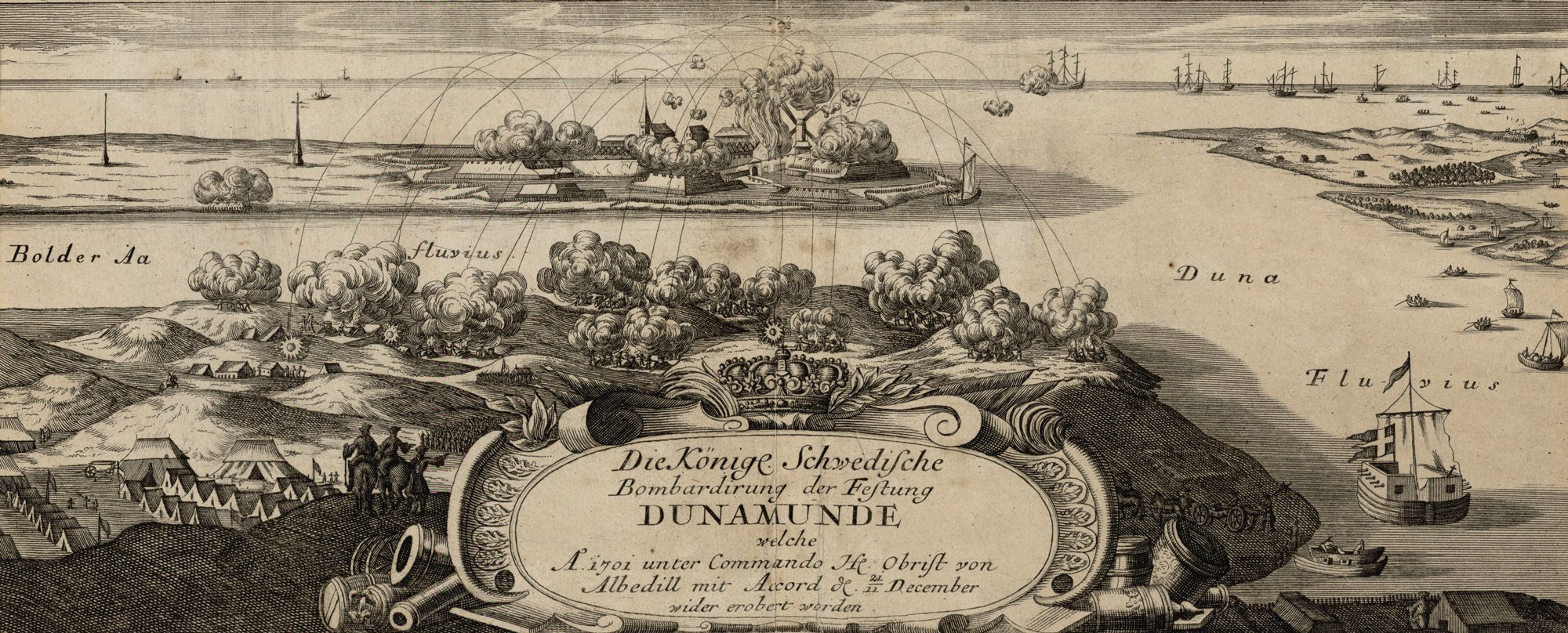
El ejército sueco bombardea la fortaleza de Dünamünde en el estuario del Daugava en Letonia.

Los seres humanos se han asentado en la desembocadura del Duina y en las demás orillas del golfo de Riga durante milenios, participando inicialmente en una economía de cazadores-recolectores y utilizando las aguas del estuario del Daugava como zonas de pesca y recolección de la biota acuática. A partir del siglo VI d. C., los exploradores vikingos cruzaron el mar Báltico y se adentraron en el río Duina, navegando río arriba hacia el interior del Báltico.
En la época medieval el Duina era una importante zona de comercio y navegación - parte de la ruta comercial de los varegos a los griegos - para el transporte de pieles desde el norte y de plata del  Inperio Bizantino desde el sur. La zona de Riga, habitada por los fino-bálticos que hablaban Livs, se convirtió en un elemento clave de asentamiento y defensa de la desembocadura del Duina al menos desde la Edad Media, como demuestra el fuerte, hoy destruido, de Torņakalns en la orilla occidental del Duina, en la actual Riga.
Durante las guerras napoleónicas, los rusos adoptaron una estrategia de tierra quemada entre el río Neman y el Duina.
Desde la Baja Edad Media, la parte occidental de la cuenca del Duina ha estado bajo el dominio de varios pueblos y estados; por ejemplo, la ciudad letona de Daugavpils, situada en el Daugava occidental, estuvo bajo el dominio papal, así como bajo el dominio eslavo, polaco, alemán y ruso hasta el restablecimiento de la independencia de la República de Letonia en 1990 al final de la Guerra Fría.

### El Duina como antigua ruta comercial
El río se ha utilizado durante mucho tiempo como una cómoda ruta comercial para el transporte de mercancías. Unos 980 km de la longitud total del Duina podían utilizarse para el transporte fluvial. Utilizando los afluentes del curso superior del Daugava, se podía llegar al Dniéper, al Volga y a sus afluentes sin especiales dificultades a lo largo de varios valles. Sin embargo, dado que el Duina es uno de los ríos más rápidos de Europa del Este (unos 150 rápidos en total), y bastante poco profundo (en verano, incluso en los tramos inferiores, su profundidad no superaba 1 m), pero el hielo cubría el río durante 4 meses al año, la temporada de navegación era sólo a principios de primavera o finales de otoño siglos XV y XVI. En el cruce, los barcos con un calado máximo de 4 codos podían entrar en el Daugava desde el mar (2,4 m), pero los barcos más grandes tenían que atracar en Duina y transportar las mercancías hacia y desde la ciudad en barcazas. Durante los veranos secos (hubo toda una serie de ellos a finales del siglo XVII), los barcos a menudo no podían entrar en el Daugava en absoluto.
Debido a estas peculiaridades del río, no se podían utilizar las mismas embarcaciones tanto en el mar como en el río; las mercancías tenían que ser transbordadas de los barcos marítimos a los barcos de fondo plano del río en la desembocadura. Esto benefició a Riga como centro de transbordo.

### El Duina en la literatura
En su Breve descripción del mundo de 1686, Sebastián Fernández de Medrano incluyó al Duina entre uno de los más importantes ríos de Europa: «Pasan Duina y Veysel por Polonia, buscando en el Mar Báltico sosiego». Angel Ganivet se arrojó al Duina para suicidarse no una, sino dos veces en 1898.  Tras ser rescatado la vez primera, logró su objetivo la segunda.

## Entorno

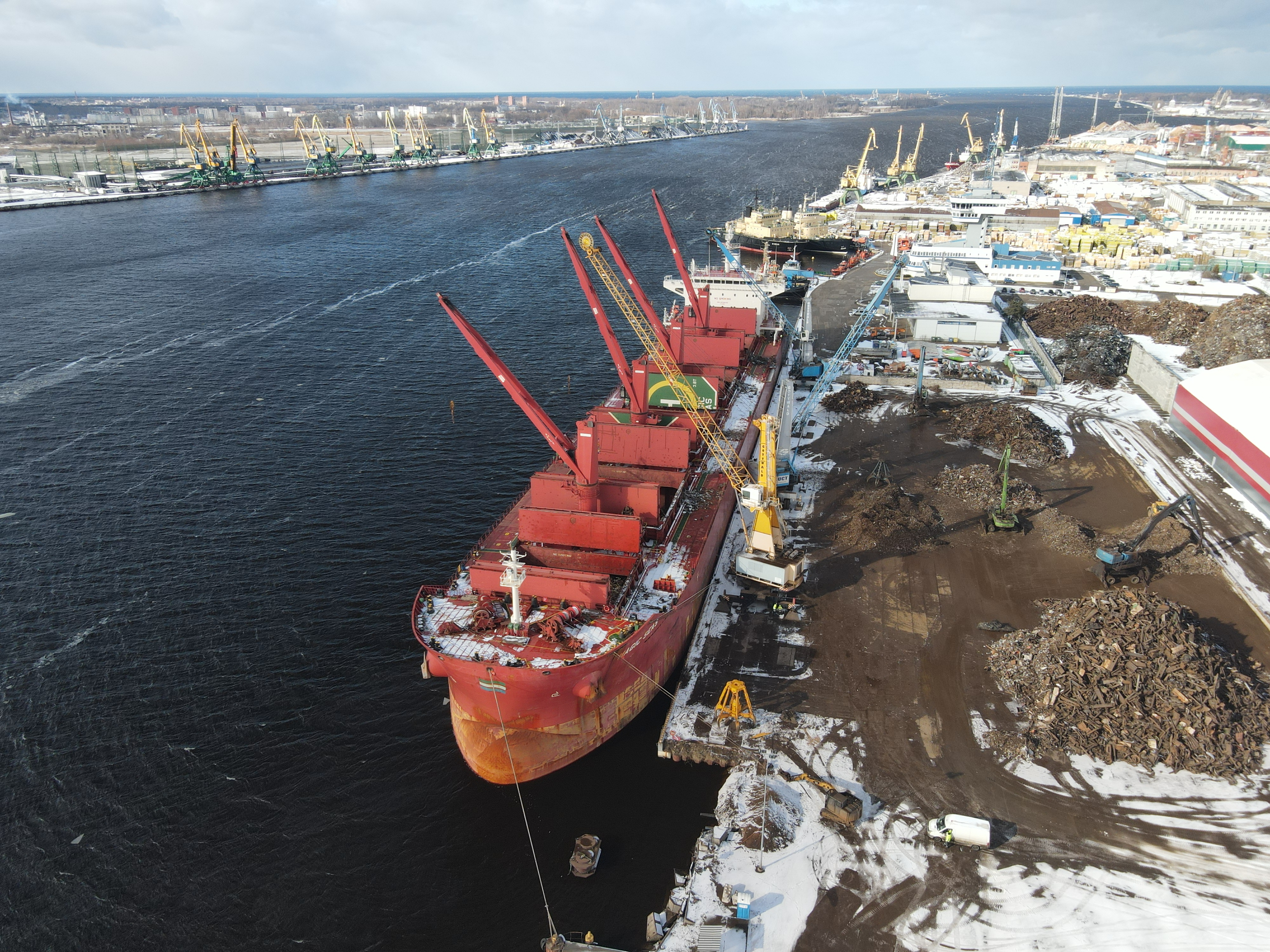
Puerto de Riga en el río Daugava.

El río comenzó a experimentar un deterioro medioambiental en la era soviética debido a la agricultura colectiva (que producía una considerable escorrentía contaminante del agua) y a los proyectos de energía hidroeléctrica. En este río desemboca el río Vula.

### Calidad del agua
Aguas arriba de la ciudad letona de Jēkabpils, el pH del río tiene un valor característico de aproximadamente 7,8 (ligeramente alcalino). En esta zona, la concentración de calcio iónico es de unos 43 miligramos por litro, la de nitrato es de unos 0,82 miligramos por litro, la de fosfato iónico es de 0,038 miligramos por litro, y la saturación de oxígeno es del 80%. La elevada carga de nitratos y fosfatos del Daugava ha contribuido a la gran acumulación de biomasa de fitoplancton en el mar Báltico; los ríos Oder y Vístula también contribuyen a la elevada carga de nutrientes del Báltico.
En Bielorrusia, la contaminación del agua del Daugava se considera moderadamente grave, siendo las principales fuentes las aguas residuales tratadas, la piscicultura y la escorrentía de productos químicos agrícolas (como herbicidas, pesticidas, nitratos y fosfatos).